# Tagdh an Chomhaid Ó Briain
Tadhg an Chomhaid Ó Briain (mort en 1466) est roi de Thomond de 1459 à sa mort.

## Règne
Tadhg doit son surnom de « an Chomhaid » au château de Chomhad en Burren qu'il a fait édifier avant la mort de son père Toirdhealbhach Bóg Ó Briain. Il lui succède à sa mort mais il doit faire face à la compétition de son cousin Donnchadh mac Mathghamhna Daill jusqu'en 1461. Il collecte le tribut sur les  O'Neill en 1463. Au cours de l'été 1466 il traverse le Shannon et envahit le Desmond. Les domaines du Clan-William et le Comté de Limerick lui sont abandonnés par le comte pour obtenir la paix. la même année après avoir obtenu un tribut annuel perpétuel de soixante marks des habitants de Limerick, il meurt de maladie dans sa résidence et il a comme successeur son frère  Conchobhar na Srona Ó Briain.

## Postérité[4]
Il épouse Annabelle Burke, fille de Ulick an Fhiona Burke, Seigneur de Clanrickarde qui lui donne:
- Toirdhealbhach Donn Ó Briain
- Domhnaill tanaiste (mort en 1508)
- Donnchadh
- Muircheartach Garbh
- Murchadh
- Diarmaid Cleireach